# Fort Davis
Fort Davis è un census-designated place (CDP) degli Stati Uniti d'America e capoluogo della contea di Jeff Davis nello Stato del Texas. La popolazione era di 1.201 abitanti al censimento del 2010.

## Geografia fisica
Secondo lo United States Census Bureau, la città ha una superficie totale di 26,12 km², dei quali 26,12 km² di territorio e 0 km² di acque interne (0% del totale).

## Società

### Evoluzione demografica
Secondo il censimento del 2010, la popolazione era di 1.201 abitanti.

### Etnie e minoranze straniere
Secondo il censimento del 2010, la composizione etnica della città era formata dall'88,68% di bianchi, lo 0,92% di afroamericani, lo 0,75% di nativi americani, lo 0% di asiatici, lo 0% di oceanici, il 7,83% di altre razze, e l'1,83% di due o più etnie. Ispanici o latinos di qualunque razza erano il 47,88% della popolazione.